# Abschnittsbefestigung Grabmühle
Die Abschnittsbefestigung Grabmühle ist eine abgegangene Abschnittsbefestigung östlich der Grabmühle, einem Gemeindeteil von Mainburg. Die Anlage wird als „Abschnittsbefestigung des frühen Mittelalters“ unter der Aktennummer D-2-7336-0043 im Bayernatlas aufgeführt.

## Beschreibung
Hinter der Grabmühle ist eine grabenartige Vertiefung von durchschnittlich 2 m zu erkennen, die in Richtung der Gebäude der Grabenmühle verläuft. Dieser Graben trennt eine 60 m lange und 30 m breite Fläche ab, die heute von einem Weg und Gebäuden begrenzt wird.

## Geschichte
Historische Überlieferungen zu  der Höhenburganlage bestehen nicht, dem Gelände haftet aber der Flurname „an der Schanze“ an, sodass die Existenz einer Wehranlage wahrscheinlich erscheint. Auch diese Anlage dürfte verkehrsgeographisch motiviert gewesen ein, da hier im Tal der Abens eine wichtige Altstraße von Hemau nach Freising verlief. Dieser Weg im Abenstal war bei Hochwasser nicht passierbar und so wurde er zwischen Grabmühle und Moosmühle höher gelegt und verlief nun in unmittelbarer Nähe der Wehranlage.